# 格雷格 (密蘇里州)
格雷格（英語：Gregg）是位於美國密蘇里州牛頓縣的非建制地區。

## 歷史
格雷格的郵局於1892年設立，其後於1906年停運。

## 地理
格雷格所處的海拔為高於海平面285米（即935英呎），而該地所採用的時區為UTC-6，即北美中部時區（CST）。同時該地設有夏令時間，為UTC-6調快一小時，即UTC-5（CDT）。